# Hilary Benn

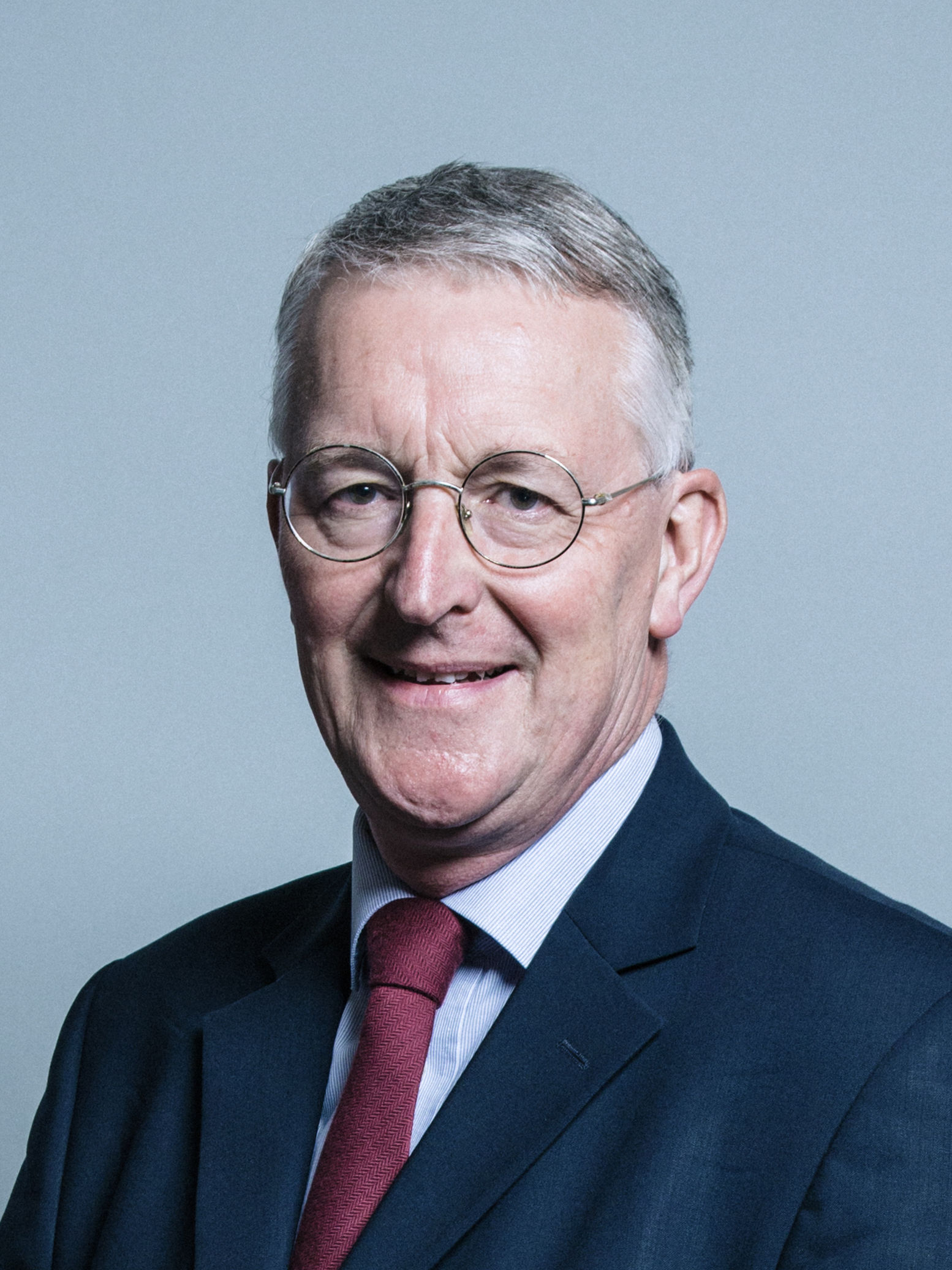
Hilary Benn

Hilary James Wedgwood Benn (* 26. November 1953 in Hammersmith, London) ist ein britischer Politiker der Labour-Partei. Seit 1999 ist er Abgeordneter des Wahlkreises Leeds Central im Britischen Unterhaus (House of Commons). Seit Juli 2024 ist er Minister für Nordirland im Kabinett Starmer. 

## Leben
Hilary Benn ist der Sohn des früheren Politikers Tony Benn. Dem britischen Parlament gehört er seit 1999 an. Sein Wahlbezirk ist Zentral-Leeds. Von 2003 bis 2007 war Benn zudem Minister für internationale Entwicklung im Kabinett von Tony Blair. Von 2007 bis 2010 war er Minister für Umwelt, Ernährung und ländliche Gebiete im Kabinett von Gordon Brown.
Nachdem die Partei in Opposition geraten war, gehörte er als Fraktionsvorsitzender dem Schattenkabinett von Ed Miliband an. Nach der Wahl von Jeremy Corbyn zum Parteivorsitzenden erhielt Benn den Posten als Schatten-Außenminister (Shadow Foreign Secretary). Nachdem in der Folge des EU-Referendums ein Misstrauensvotum gegen Corbyn angekündigt worden war und Benn die übrigen Mitglieder des Schattenkabinetts zum Rücktritt aufgefordert hatte für den Fall, dass Corbyn den Ausgang des Votums ignorieren würde, wurde er am 25. Juni 2016 dieses parteiinternen Postens enthoben.
Seit Oktober 2016 saß Benn dem sogenannten Brexit-Ausschuss vor. Am 2. September 2019 veröffentlichte er den Text eines interfraktionell getragenen Gesetzentwurfs. Das verabschiedete Gesetz trägt den Titel European Union (Withdrawal) (No. 2) Act 2019, es wird meist kurz Benn Act genannt.
Der Zweck des Gesetzes war im Kern die Verhinderung eines No-Deal-Brexit der Regierung Johnson ohne eine Parlamentsbeteiligung sowie eine Verschiebung des EU-Austritts. Bei der Abstimmung darüber zeigte sich, dass Johnson keine Unterstützung des Parlaments für seinen Kurs hatte.
Seit dem 5. Juli 2024 ist Benn im Kabinett Starmer Minister für Nordirland.
Benn ist verheiratet und hat vier Kinder.